# Военноморски сили на Украйна
Военноморските сили на Украйна (на украински: Військово-Морські Сили України), съкр. ВМС на Украйна (ВМСУ) е съвкупността от формированията на военния флот на Украйна.

## История
Историята на украинския флот датира от времето на Киевска Рус. По това време флотът на руския княз осигурява търговската сигурност в Черно и Азовско море. Съществува и отдалечена руска морска търговия с княжество Тмутаракан, по реките Дунав, Дон и Волга.
Украинските казаци успешно се сражават срещу турците по Днепър и Черно море, достигайки Цариград (Константинопол). Флотът по това време е базиран в Сич.
По времето на Украинска народна република Руският императорски Черноморски флот попада под украински флаг. По времето на Украинската държава целият Черноморски флот става част от украинските военноморски сили.

### След възстановяването на независимостта на Украйна
През 1994 г. военноморските сили на Украйна въвеждат стандарт, според който кораб или кораб имат номер на таблото с латинската буква „U“ (така нареченият префикс) и цифрово обозначение.
На 3 януари 2014 г. украинската фрегата „Гетьман Сагайдачний“ се присъединява към антипиратската операция на Европейския съюз „Аталанта“ и е част от Военноморските сили на Европейския съюз по бреговете на Сомалия в продължение на два месеца. 
През пролетта на 2018 г. в този стандарт са направени промени: номерирането остава същото, а надписите на кораби и плавателни съдове започват да съответстват на техния клас: „F“ – фрегати и корвети, „P“ – патрулни кораби и лодки, „M“ – миномитащи кораби, „L“ – десантни кораби и лодки, „A“ – спомагателни кораби.

## Въоръжение и състав

### Въоръжение на военноморските сили
От септември 2018 г. флагманът на ВМС е фрегатата от проекта 1135.1 F130 „Гетьман Сагайдачний“. Общата сила включва повече от 50 бойни и десантни кораби, лодки, спомагателни и специални кораби, които са разделени на две бригади на надводни кораби, две дивизии на охранителни и поддържащи кораби и дивизионно-спасителни кораби.

### Военноморска авиация
Към 2016 г. авиацията на украинския флот се състои от една бригада, която включва авиационна и хеликоптерна ескадра и разполага с компоненти за подводница, транспорт и търсене и спасяване.
Основните задачи на военноморската авиация са: противопожарна подкрепа, въздушно разузнаване, транспортна поддръжка, участие в спешни спасителни и издирвателни операции.
| Изглед                       | Оръжие                   | Произход | Тип                          | Брой     | Забележка                                |
| Самолета                     | Самолета                 | Самолета | Самолета                     | Самолета | Самолета                                 |
| ---------------------------- | ------------------------ | -------- | ---------------------------- | -------- | ---------------------------------------- |
|                              | Ан-26                    | СССР     | транспортно-десантен самолет | 2        |                                          |
|                              | Бе-12                    | СССР     | амфибийни самолети           | 2        | на съхранение                            |
|                              | Ан-2                     | СССР     | многоцелеви самолет          | 2        |                                          |
| Хеликоптери                  |                          |          |                              |          |                                          |
|                              | Ка-226                   | Русия    | многоцелеви хеликоптер       | 1        |                                          |
|                              | Ка-27                    | СССР     | многоцелеви хеликоптер       | 4        | 5 на съхранение                          |
|                              | Ка-29                    | СССР     | многоцелеви хеликоптер       | 1        | на съхранение                            |
|                              | Ми-14ПС Ми-14ПЛМ Ми-14ПЛ | СССР     | многоцелеви хеликоптер       | 3        |                                          |
|                              | Мі-8МСБ                  | Украйна  | транспортен хеликоптер       | 2        | Претърпяха основен ремонт и модернизация |
| Безпилотни летателни апарати |                          |          |                              |          |                                          |
|                              | Байрактар TB2            | Турция   | въоръжени безпилотни апарат  | 3        |                                          |

### Морска пехота
Към 2016 г. украинският флот включва отделна бригада и батальон на морския корпус, бригада и полк от крайбрежна артилерия, както и редица специални сили.